# Todd La Torre
Todd La Torre (Florida, 19 de febrero de 1974) es un músico estadounidense. Actualmente es el vocalista de la banda de metal progresivo Queensrÿche, además de haber participado en las agrupaciones Crimson Glory y Rising West. Reemplazó en Queensrÿche al vocalista original de la banda, Geoff Tate.

## Discografía

### Queensrÿche
- Queensrÿche (2013)
- Condition Hüman (2015)
- The Verdict (2018)
- Digital Noise Alliance (2022)

### Solista
- Rejoice in the suffering (2021)

### Colaboraciones con otros artistas
- Glen Drover: "Discordia" (2014)
- Angelus Apatrida: "Vultures and Butterflies" (2023)

### Apariciones estelares
- Rockstar Superstar Project – Serenity a.k.a Yarrağı Ver Eline (2010): voz en la canción "Do It For You" (junto a Bruce Kulick de Kiss)
- Jon Oliva's Pain – Festival (2010): coros en "Afterglow"